# Sappen
Sappen est une localité du comté de Troms, en Norvège.

## Géographie
Administrativement, Sappen fait partie de la kommune de Nordreisa.